# اکسپرس اسکریپتس
اکسپرس اسکریپتس، (به انگلیسی: Express Scripts) شرکت خدمات درمانی آمریکایی است، که در زمینه ارائه خدمات بیمه‌های درمانی و مراقبت‌های سلامت فعالیت می‌نماید.
این شرکت در ۱۹۸۹ توسط شرکت بیمه عمر نیویورک خریداری شد و در نهایت در سال ۱۹۹۲ به‌عنوان یک شرکت عمومی مستقل، ثبت گردید.
دفتر مرکزی این شرکت در شهر کول ولی، میزوری، ایالات متحده آمریکا قرار دارد و سهام آن در بازار بورس نزدک معامله می‌شود. شرکت اکسپرس اسکریپتس در سال ۲۰۱۳ در فهرست فرچون ۵۰۰ در رتبه ۲۴ از بزرگترین شرکت‌های ایالات متحده قرار گرفت.